# Quam singulari
'Quam singulari', Decreto de la Sagrada Congregación de Ritos, del 8 de agosto de 1910, sobre la edad en que los niños pueden tomar la primera comunión. El Decreto fue emitido en el pontificado de San Pío X.

## Contenido
Los hechos históricos y el magisterio de la Iglesia expueto en el "Quam singulari" prueban que:
- este decreto no inaugura una nueva disciplina, sino que restaura la antigua y universal ley de la Iglesia en cualquier lugar donde no haya sido observada (Pío X al cardenal arzobispo de Colonia, 31 de diciembre de 1910);
- la costumbre de dar la Santa Comunión a los infantes inmediatamente después del bautismo, y con frecuencia antes del inicio de su vida racional, ha sido modificada pero nunca condenada; incluso hoy sigue siendo probada entre los griegos y orientales;
- El decreto del IV Concilio Lateranense[3] nunca ha sido revocado ni modificado, y en virtud de éste, todos están obligados, tan pronto como lleguen a la edad de la prudencia, a recibir tanto el sacramento de la Penitencia como el de la Santa Comunión en tiempo de Pascua;
- el «testimonio de la mayor autoridad dado por Santo Tomás de Aquino», al interpretar el Concilio, establece que el decreto Lateranense obliga «a los niños cuando empiezan a tener algún uso de razón» (también Ledesma, Vázquez, San Antonino);
- el Concilio de Trento confirmó el decreto Lateranense, que pronunciaba anatema contra quienes negaran «que los fieles de ambos sexos que tengan uso de razón están obligados a recibir la Santa Comunión por lo menos cada año durante la Pascua».[4]